# Pteris stridens
Pteris stridens är en kantbräkenväxtart som beskrevs av Louis Agassiz. Pteris stridens ingår i släktet Pteris och familjen Pteridaceae. Inga underarter finns listade.